# Кузанский (лунный кратер)
Кратер Кузанский (лат. Cusanus) — большой древний ударный кратер в северо-восточной части видимой стороны Луны. Название присвоено в честь крупнейшего немецкого мыслителя XV века, философа, теолога, учёного-энциклопедиста, математика, церковно-политического деятеля Николая Кузануса (1401—1464) и утверждено Международным астрономическим союзом в 1935 г. Образование кратера относится к нектарскому периоду. 

## Описание кратера

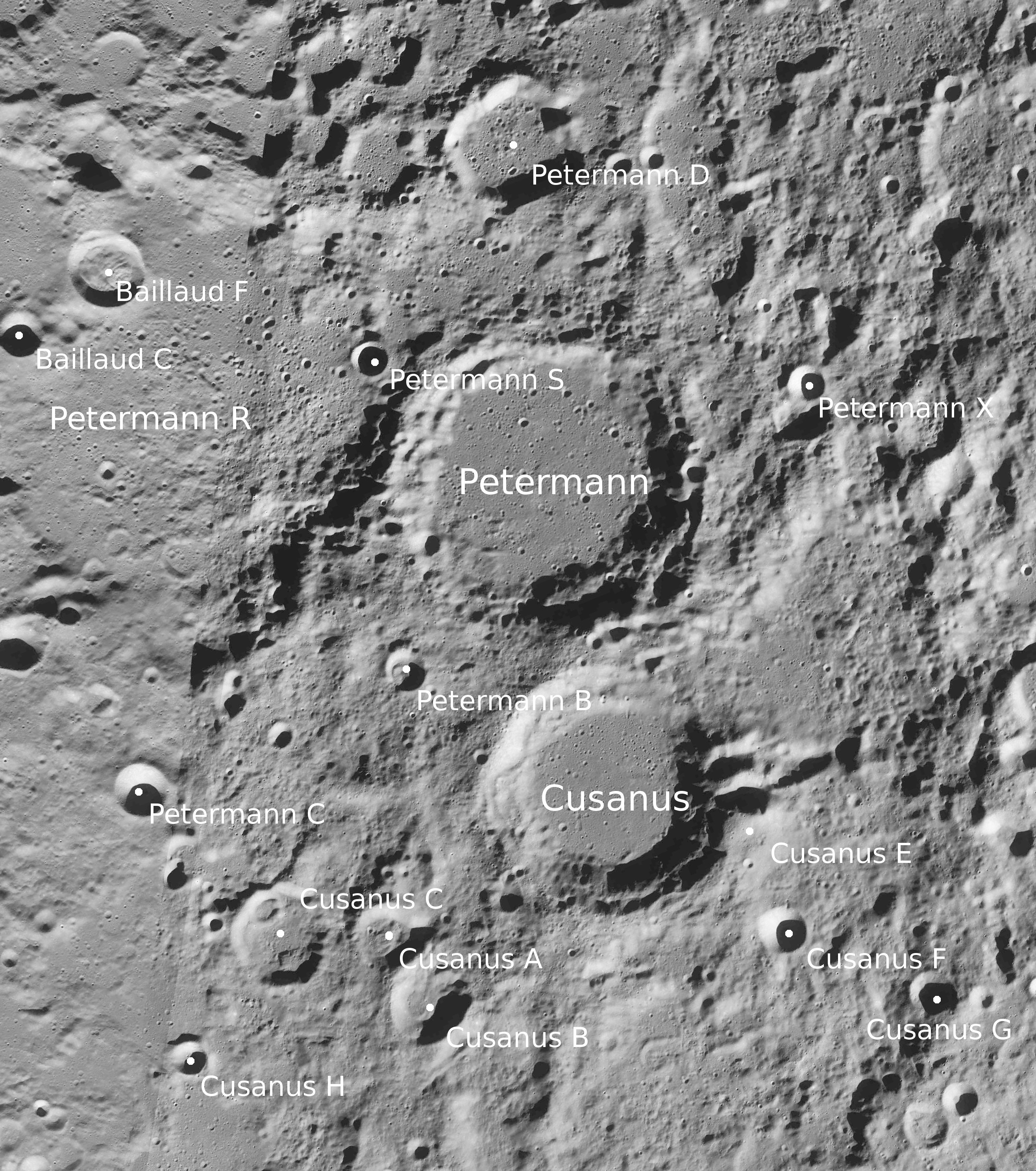
Окрестности кратера Кузанский. Снимок зонда Lunar Reconnaissance Orbiter.

Ближайшими соседями кратера Кузанский являются кратер Байо на северо-западе; кратер Петерман на севере; кратер Хайн на юго-востоке и кратер Арнольд на юго-западе.
Селенографические координаты центра кратера 71°49′ с. ш. 69°24′ в. д. / 71,82° с. ш. 69,4° в. д., диаметр 60,9 км, глубина 4,6 км.
Кратер Кузанский имеет полигональную форму и значительно разрушен за длительное время своего существования. Вал сглажен, восточная часть вала рассечена двумя небольшими кратерами. Внутренний склон вала сохранил остатки террасовидной структуры. Высота вала над окружающей местностью достигает 1230 м, объем кратера составляет приблизительно 3400 км³. Дно чаши затоплено базальтовой лавой, не имеет приметных структур.
За счет своего расположения у северо-восточного лимба Луны кратер при наблюдениях имеет искаженную форму, наблюдения зависят от либрации.

## Сателлитные кратеры

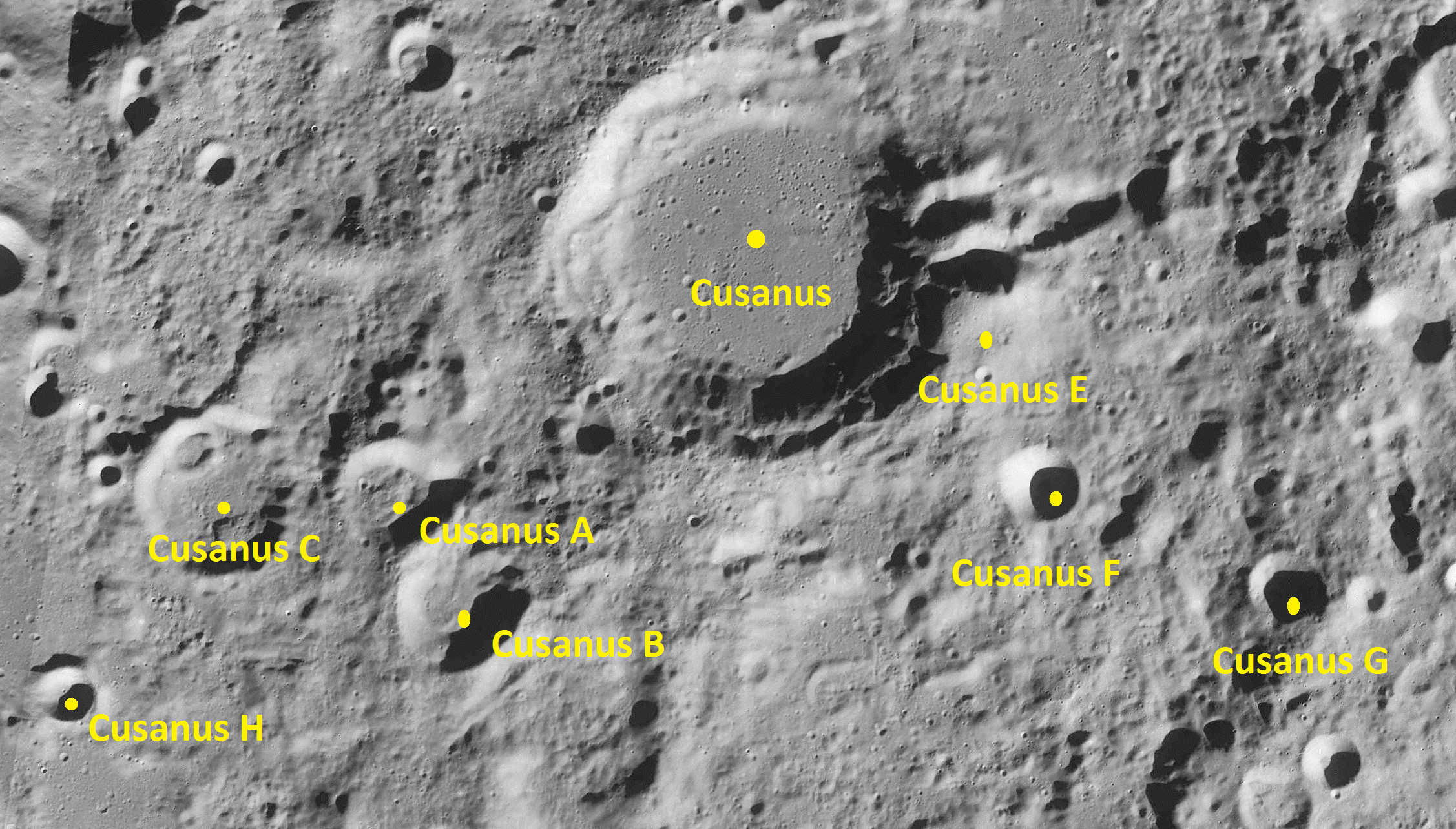
Снимок зонда Lunar Reconnaissance Orbiter.

| Кузанский | Координаты                                            | Диаметр, км |
| --------- | ----------------------------------------------------- | ----------- |
| A         | 70°35′ с. ш. 63°58′ в. д. / 70,58° с. ш. 63,96° в. д. | 16,8        |
| B         | 70°05′ с. ш. 65°02′ в. д. / 70,09° с. ш. 65,04° в. д. | 21,1        |
| C         | 70°29′ с. ш. 61°19′ в. д. / 70,49° с. ш. 61,31° в. д. | 23,4        |
| E         | 71°44′ с. ш. 73°07′ в. д. / 71,73° с. ш. 73,12° в. д. | 10,3        |
| F         | 70°35′ с. ш. 73°39′ в. д. / 70,59° с. ш. 73,65° в. д. | 12,0        |
| G         | 69°56′ с. ш. 77°01′ в. д. / 69,93° с. ш. 77,01° в. д. | 10,6        |
| H         | 69°26′ с. ш. 59°35′ в. д. / 69,43° с. ш. 59,59° в. д. | 16,8        |

## См.также
- Список кратеров на Луне
- Лунный кратер
- Морфологический каталог кратеров Луны
- Планетная номенклатура
- Селенография
- Минералогия Луны
- Геология Луны
- Поздняя тяжёлая бомбардировка